# Bohusmarrisp
Bohusmarrisp (Limonium humile) är en växtart i familjen triftväxter.